# Faro de Artrutx
El faro de Artrutx está situado en extremo suroccidente de la isla de Menorca, España, en el cabo del mismo nombre. Dista siete kilómetros de Ciudadela.

## Historia
Construido en 1858, en un principio funcionaba con petróleo. Tras diversas reformas y cambios en el sistema de alumbrado fue automatizado al final de la década de 1980. El 26 de septiembre de 2005 fue declarado inscrito en el catálogo insular de patrimonio histórico de Menorca.